# Kazańska Wyższa Szkoła Dowódcza Wojsk Pancernych
Kazańska Wyższa Szkoła Dowódcza Wojsk Pancernych odznaczona orderem Czerwonego Sztandaru (ros. Казанское высшее танковое командное Краснознаменное училище) – rosyjska wyższa szkoła wojskowa w Kazaniu, kształcąca oficerów – dowódców na potrzeby wojsk pancernych Sił Zbrojnych Federacji Rosyjskiej.
Szkoła została w 2017 wyodrębniona jako samodzielna jednostka dydaktyczna ze składu Ogólnowojskowej Akademii Sił Zbrojnych Federacji Rosyjskiej.